# 泰勒·諾坎
泰勒·韋斯利·諾坎（英語：Tyler Wesley Naquin，/nɒkæn/ NOK-an，1991年4月24日—），為美國職棒大聯盟的外野手，目前效力於克里夫蘭守護者。他先前曾效力過印地安人、紅人、大都會與白襪等隊。

## 職業生涯

### 克里夫蘭印地安人

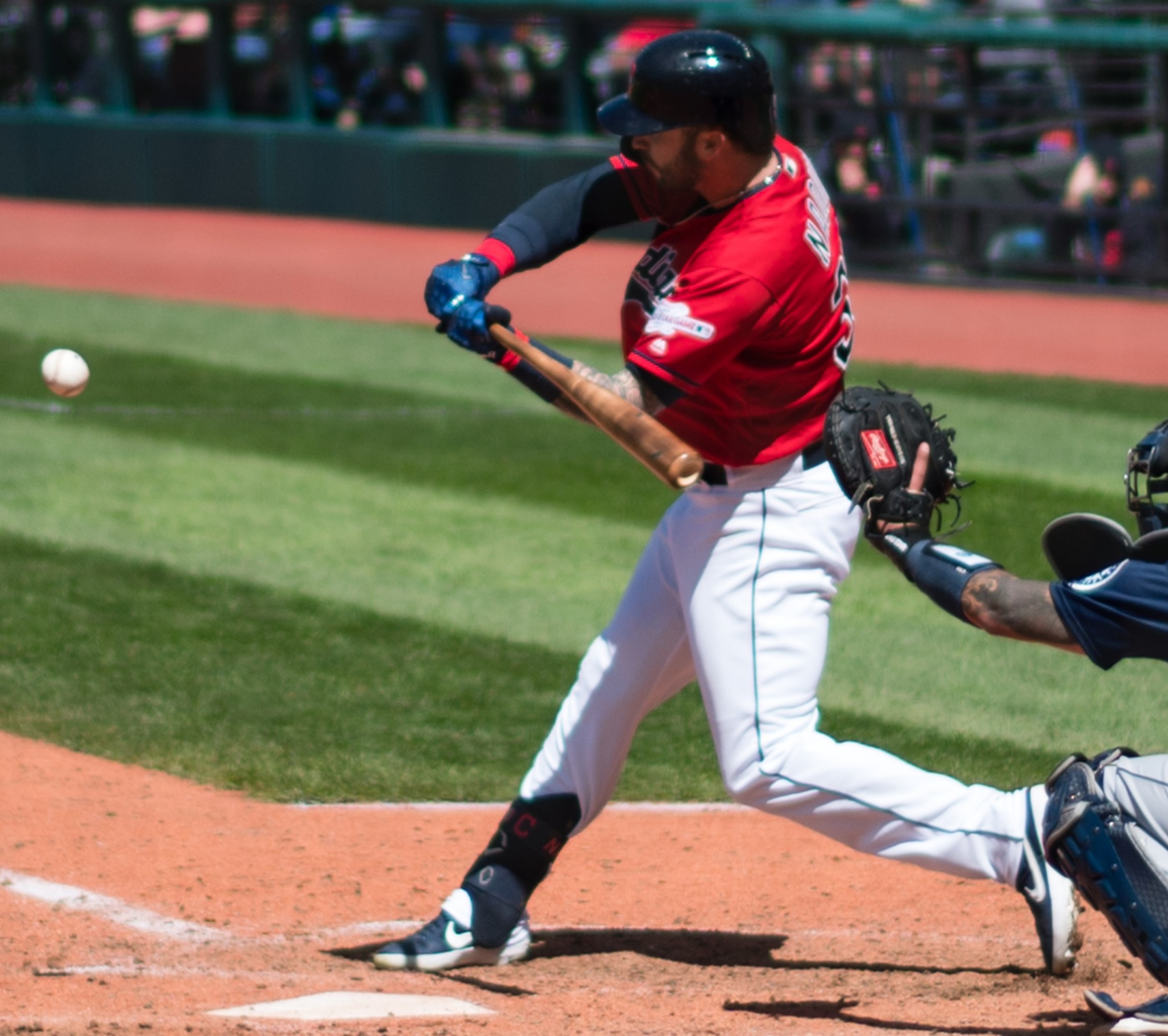
2019年的諾坎

2012年美國職棒大聯盟選秀，印地安人在首輪第15順位選進諾坎。同年他在新人聯盟繳出2成70的打擊率。
2013年，諾坎先後效力於高階1A和2A。整季他繳出2成69的打擊率，並敲出10轟與48分打點，還在球季結束後到亞利桑那秋季聯盟繼續磨練。2014年7月，諾坎在比賽中手骨折，最後導致球季報銷。2015年6月，諾坎升上3A。然而他卻因為腦震盪和右臀疲勞導致出賽場次限縮，整季他的打擊率為3成，並敲出7轟與27分打點。
2016年，諾坎在開幕戰完成大聯盟初登場。他在6月和7月拿下美聯單月最佳新人獎。8月19日，他敲出再見場內全壘打，幫助球隊3比2贏球。這是隊史繼1916年的Braggo Roth後，再次有人能在比賽中擊出再見場內全壘打。整季他的打擊率為2成96，並敲出14轟與43分打點。
2017年，諾坎陷入二年級生撞牆期。整季他幾乎都待在3A，僅在大聯盟出賽19場比賽，留下打擊率2成16的成績。2020年，諾坎的打擊率為2成18，並敲出4轟與20分打點。球季結束後，印地安人不與他續約，諾坎成為自由球員。

### 辛辛那提紅人
2021年2月18日，諾坎與紅人簽下小聯盟合約，並受邀參加大聯盟春訓。2021年3月29日，諾坎進入40人名單。整季他出賽127場比賽，打擊率為2成70，並敲出19轟與70分打點。

### 紐約大都會
2022年6月28日，紅人將諾坎和Phillip Diehl交易到大都會，換來Jose Acuña和Hector Rodríguez。

## 外部連結
- 球員資訊和成績在MLB ，ESPN ，Retrosheet ，Baseball Reference ，Baseball Reference (Minors) ，Fangraphs ，The Baseball Cube （英文）
- 泰勒·諾坎的X（前Twitter）